# Battaglia della Sava
La battaglia della Sava fu combattuta nel 388 tra l'imperatore romano Teodosio I e l'usurpatore Magno Massimo. Teodosio vinse la battaglia e Massimo fu catturato, dopo essersi rinchiuso in Aquileia, e giustiziato poco dopo.

## Antefatti
Dopo la morte nel 375 dell'imperatore Valentiniano I, gli succedettero congiuntamente in Occidente i suoi figli, Graziano e Valentiniano II. Graziano, che aveva 17 anni al momento della sua ascesa al trono, iniziò bene il suo governo, sottomettendo gli Alemanni in una dura campagna combattuta oltre il Reno nel 377 e reagendo con lungimiranza e prudenza alla morte di suo zio Valente nella battaglia di Adrianopoli (378), nominando proprio collega Teodosio I, un abile generale, per contenere l'irruzione gotica. Graziano, tuttavia, si alienò presto i suoi sudditi occidentali con il suo favoritismo verso le sue guardie del corpo scite, e la sua trascuratezza degli affari pubblici, con il risultato che nel 383 le legioni britanniche si ribellarono, e proclamarono imperatore Magno Massimo. In breve tempo Massimo invase la Gallia e depose e uccise Graziano, incontrando poca o nessuna resistenza da parte dei sudditi scontenti di Graziano. Teodosio si trovò quindi di fronte alla scelta tra l'ingratitudine verso il suo co-Augusto assassinato e una guerra civile che avrebbe potuto, data la minaccia barbara, portare l'impero alla distruzione finale. Scelse di accettare Massimo come imperatore in Occidente, con la sola condizione che al giovane Valentiniano II (rappresentato, a causa della sua estrema giovinezza, dalla madre Giustina) fosse permesso di governare come terzo Augusto indipendente in Italia; Massimo accettò, e la guerra fu per il momento evitata.
Quattro anni più tardi (387), dopo che Giustina si era alienata l'Italia con il suo arianesimo e i suoi conflitti religiosi con il popolare vescovo Ambrogio di Milano, Massimo vide l'opportunità di completare la sua usurpazione dell'Occidente conquistando l'Italia al sedicenne Valentiniano. Per realizzare questo più facilmente, usò la scusa di rafforzare la frontiera della Rezia contro i barbari per introdurre le sue truppe in Italia attraverso le Alpi, dopodiché, con i passi sicuri alle spalle, si mise a marciare a tradimento su Milano, la capitale di Valentiniano. Giustina e suo figlio scamparono solo con una fuga affannosa verso Aquileia, da cui proseguirono in barca verso Tessalonica, affidandosi alla magnanimità di Teodosio; nel frattempo l'Italia soccombeva a Massimo.

## Battaglia
Teodosio partì subito da Costantinopoli per salutare i fuggitivi imperiali a Tessalonica. Secondo Gibbon, Teodosio esitò per qualche tempo se rischiare una guerra contro l'usurpatore con i suoi formidabili ausiliari germanici, ma alla fine fu spinto dal suo amore per la sorella di Valentiniano, Galla, ad abbracciare la causa della famiglia caduta. Giustina acconsentì fin troppo volentieri al matrimonio di Teodosio con sua figlia, e dopo una frettolosa cerimonia, Teodosio si mise a iniziare la guerra contro Massimo.
Quest'ultimo, nel frattempo, dopo aver assediato Emona ai confini dell'Italia e dell'Illyricum, era avanzato per occupare Siscia, pensando di respingere Teodosio sul fiume Sava. Durante i suoi anni come imperatore d'Occidente aveva accumulato una potente forza di mercenari germani, oltre alla quale aveva a disposizione l'intera forza della Gallia, della Britannia e della Spagna. Teodosio I, invece, possedeva la superiorità della potenza navale, l'alleanza di circa 40 000 foederati goti (da poco stabilitisi in Tracia e in Asia Minore alla fine della guerra gotica), e un forte corpo di Unni e Alani come ausiliari.
Quale che fosse la parte che possedeva il vantaggio numerico, era decisiva la superiorità in materia di generali. Mentre Massimo indugiava in apprensione, Teodosio, diffondendo voci di un'imminente invasione dell'Italia dal mare, avanzò audacemente attraverso l'Illirico con il suo esercito principale, inviando contemporaneamente il suo luogotenente franco Arbogaste più a nord attraverso la Rezia lungo il Danubio nella Gallia.
L'intera campagna, culminata nella battaglia del Sava vicino a Siscia, si concluse entro due mesi. Il giorno stesso in cui Teodosio raggiunse il Sava, forzò il passaggio contro le forze superiori di Massimo sulla riva opposta. Il giorno seguente, il luogotenente (e fratello) di Massimo, Marcellino, lanciò un contrattacco per respingere Teodosio nel fiume, e i combattimenti durarono tutto il giorno. Alla fine l'esercito di Massimo fu sbaragliato, ed egli fuggì ad Aquileia, un'importante fortezza ad ovest delle Alpi Giulie, dove si rifugiò.
Teodosio lo inseguì e assediò Aquileia. La guarnigione si arrese presto, consegnando Massimo in catene alla scure della giustizia di Teodosio. La morte di Massimo (28 agosto), e di suo figlio Vittore (catturato e giustiziato da Arbogaste), portò la guerra civile ad una rapida conclusione.